# Bundesrealgymnasium Landwiedstraße

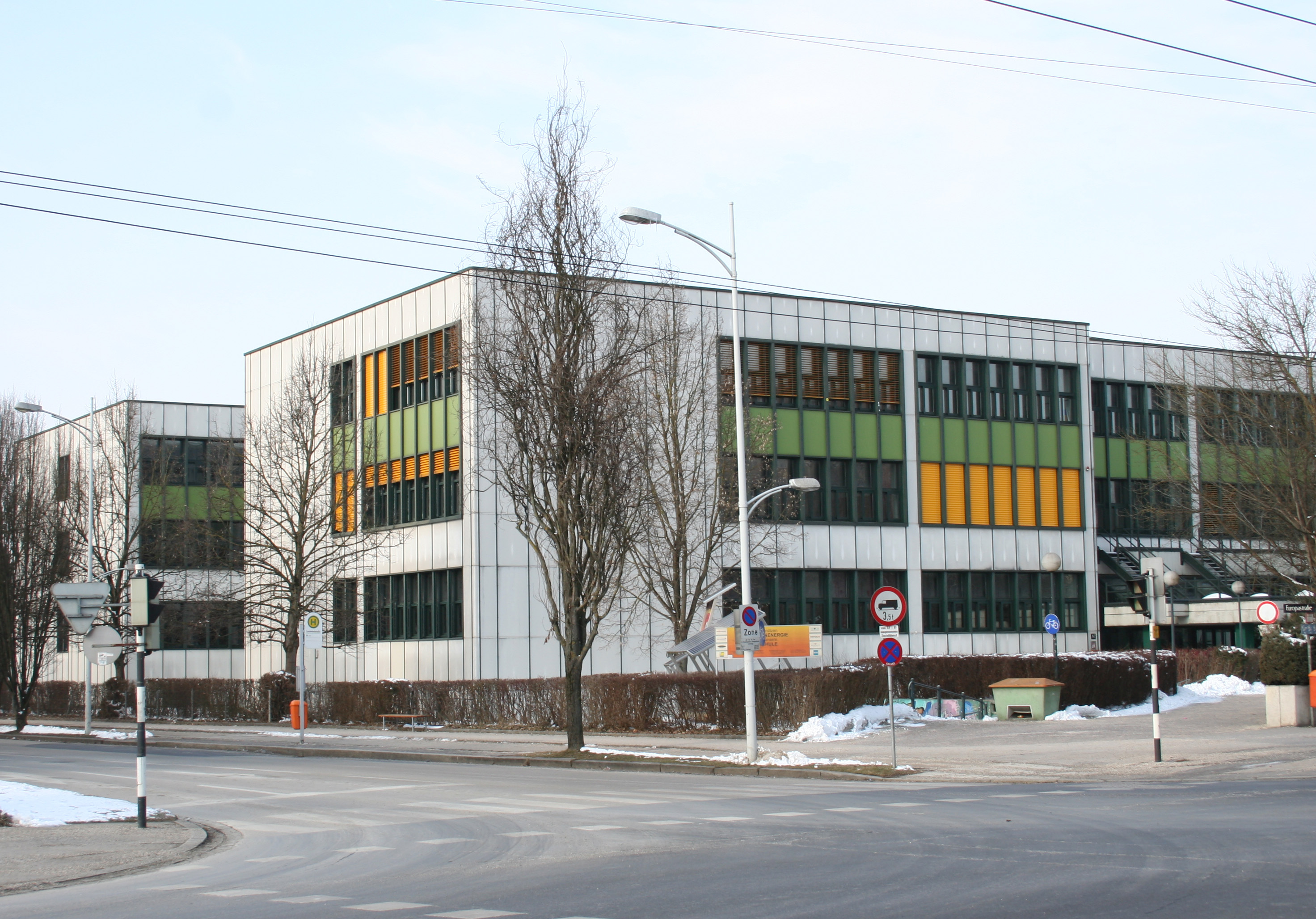
Bundesrealgymnasium Landwiedstraße (2010)

Das Bundesrealgymnasium Landwiedstraße (offiziell Bundesrealgymnasium Landwiedstraße 82) ist eine Allgemeinbildende Höhere Schule im Linzer Stadtteil Keferfeld.

## Geschichte

### Hummelhof
Im Jahr 1883 geht der Hummelhof an Karl Franck, wird jedoch dann im Jahr 1921 von Eberhard von Sick übernommen. 1957 geht der Ortsteil Hummelhof an die WAG. Ein Künstlerhof ist in Planung. Ab dem Jahr 1960 entsteht hier eine Expositur der Frauenoberschule, erst 1968 wird die „Hummelhofschule“ eigenständig. Als Schulgebäude dient ein angepasster Bauernhof. Erst zehn Jahre später werden auch Knaben an der Schule aufgenommen.

### Landwiedstraße/Europastraße
Am 25. September 1981 findet der Spatenstich für das neue Schulgebäude in der Landwiedstraße statt. Im Jahr 1984 findet erstmals Unterricht im neuen Gebäude statt. Am 22. März des darauffolgenden Jahres findet der Festakt anlässlich der Übergabe des Bundesschulzentrums Linz-Süd statt. Direktor ist zu dieser Zeit Josef Amstler. 1987 übernimmt Brigitte Exl die Leitung der Schule. Sie hat diese Position bis zum Schuljahr 1990/91 inne. In den Schuljahren 1991/92 und 1992/93 hat Gertraud Kusdas die Leitungsposition interimsmäßig inne. 1993 übernimmt Franz Matscheko die Position des Direktors.2007/08 ist der Administrator Keplinger für ein Jahr Direktor. Nachfolger von Matscheko wird im Schuljahr 2008/09 Robert Michelic.

## Schultypen
Das BRG Landwiedstraße bietet in der Unterstufe 3 (bzw. 2) und in der Oberstufe 2 (ab der siebenten Klasse/elften Schulstufe) Zweige an.

### Unterstufe
Kurssystem: Die Schüler haben die Möglichkeit, in der dritten und vierten Klasse Schwerpunkte im Ausmaß von zwei Stunden pro Woche zu wählen.

#### Naturwissenschaftliches Labor
In diesem Kurs wird verstärkt auf die naturwissenschaftlichen Unterrichtsfächer Wert gelegt: abwechselnd Chemie, Biologie und Physik. In diesen zwei Stunden wird viel experimentiert und auf das eigenständige Arbeiten der Schüler geachtet. Jedoch wird auch Theorie unterrichtet – immer mit Experimenten veranschaulicht. In Projekten werden die Bereiche Chemie, Physik und Biologie verbunden.

#### Präsentation und Gestaltung
Dieser Zweig will die Fächer Technisches Werken, Textiles Werken und Bildnerische Erziehung miteinander vereinen. Er soll die Kreativität der Schüler fördern und deren Fertigkeiten beim Gestalten und Präsentieren verbessern.

#### Sprache & Kommunikation
Dieser Kurs verbessert die kommunikativen Kompetenzen der Schüler – sowohl in Deutsch wie auch in Englisch. Sprechen, Lesen, Theaterspielen und Auftreten stehen im Lehrplan.

### Oberstufe
Das BRG Landwiedstraße hat ein spezielles modulares System (ab der zehnten Schulstufe) zur Zusammenstellung von Unterrichtsstunden. In der Oberstufe stehen die Zweige Biologie/Physik und Darstellende Geometrie zur Verfügung. Deren Schwerpunktsetzung ist jedoch selbsterklärend. Mehr Aufmerksamkeit sollte man dem Wahlpflichtfachsystem schenken.

#### Wahlpflichtfächer
Im zweiten Halbjahr der fünften Klasse müssen die Schüler sogenannte Wahlpflichtfächer auswählen. Sie müssen mindestens zehn zusätzliche Einheiten damit belegen. Diese Stundenaufteilung tritt dann in der sechsten Klasse in Kraft. Man kann aus verschiedenen Fächern wählen und so selbst Schwerpunkte für vertiefende und erweiternde Wahlpflichtgegenstände (WPG) setzen.

##### Erweiternde WPG
Hier handelt es sich um Fächer, die sonst nicht unterrichtet würden und nur über drei Jahre gewählt werden können: Spanisch, Informatik, Darstellende Geometrie (DG), Musikerziehung (ME) und Bildnerische Erziehung (BE).

##### Vertiefende WPG
Diese ergänzen bestehende Gegenstände. Die Gegenstände aus dieser Gruppe können entweder für die siebente und achte Klasse, für die sechste und siebente Klasse oder nur für die achte Klasse gewählt werden. Eine Wahl nur für die siebente Klasse ist ausnahmsweise möglich, wenn damit die Gesamtsumme von zehn Wochenstunden bereits erreicht ist. Diese sind notwendig um eine Reifeprüfung in diesen Fächern zu absolvieren.

## Räumlichkeiten
Das Landwiedgymnasium hat zwei Informatik-, Biologie-, Werk- und Zeichensäle. Weiters stehen ein Chemiesaal und vier Turnsäle zur Verfügung.

## Logo
Das Schullogo steht für die naturwissenschaftlich/technische Ausrichtung der Schule.